# Schoonspringen op de Olympische Zomerspelen 2020 – tienmetertoren synchroon vrouwen
Het synchroonspringen voor vrouwen vanaf de tienmetertoren op de Olympische Zomerspelen 2020 vond plaats op 27 juli 2021. Acht teams van twee schoonspringers kwamen in actie in een directe finale. Regerend olympisch kampioenen waren Chen Ruolin en Liu Huixia uit China, ze werden in 2020 opgevolgd door hun landgenotes Chen Yuxi en Zhang Jiaqi

## Uitslag
| Rang   | Namen                             | Land | Sprongen | Sprongen | Sprongen | Sprongen | Sprongen | Totaal |
| Rang   | Namen                             | Land | 1        | 2        | 3        | 4        | 5        | Totaal |
| ------ | --------------------------------- | ---- | -------- | -------- | -------- | -------- | -------- | ------ |
| Goud   | Chen Yuxi Zhang Jiaqi             | CHN  | 53.40    | 57.60    | 81.90    | 86.40    | 84.48    | 363.78 |
| Zilver | Delaney Schnell Jessica Parratto  | USA  | 45.00    | 46.80    | 70.20    | 70.08    | 78.72    | 310.80 |
| Brons  | Gabriela Agundez Alejandra Orozco | MEX  | 47.40    | 43.80    | 69.30    | 68.16    | 71.04    | 299.70 |
| 4      | Meaghan Benfeito Caeli McKay      | CAN  | 49.20    | 51.60    | 71.04    | 51.48    | 75.84    | 299.16 |
| 5      | Tina Punzel Christina Wassen      | GER  | 46.80    | 47.40    | 69.12    | 58.50    | 71.04    | 292.86 |
| 6      | Matsuri Arai Minami Itahashi      | JPN  | 46.20    | 48.00    | 64.68    | 71.10    | 61.44    | 291.42 |
| 7      | Eden Cheng Lois Toulson           | GBR  | 43.20    | 47.40    | 58.50    | 71.04    | 69.12    | 289.26 |
| 8      | Pandelela Rinong Leong Mun Yee    | MAS  | 50.40    | 49.80    | 54.90    | 64.32    | 58.56    | 277.98 |